# Яспис
Ясписът е вид декоративна кварцова скала или полиминерален агрегат на кварца. Химическата му формула е SiO2 – силициев диоксид; към тази основа има различни примеси. В зависимост от състава си има твърдост 6 – 7 по Моос. Полускъпоценен камък. 
Съставен е основно от кварц и халцедон с примеси на манганови и железни окиси и глинести минерали. Често в състава му се различават различни включения от епидот, гранат, актинолит, серицит, хематит, биотит, пиемонтит, пумпелит и др. Възприеман е неправилно, като разновидност на халцедона или за „нечиста кварцова разновидност“.
Към ясписите се отнася голяма група от различни по състав и условия на образуване скали, обединени от следните особености: кварцов състав, висока твърдост и декоративност. Ясписът е непрозрачен. Цветът и рисунъкът му са изключително разнообразни. Среща се в разни тонове поради примесите (пигменти), но най-често е червеникав (примеси от хематит), жълт или кафяв (гьотит) или зелен (хлорит) и различна текстура – ивичеста, петниста, точкова, масивна и др. На многото цветови шарки съответстват и множество специфични описателни имена, като: пейзажен яспис, картинен яспис, маков яспис, леопардов яспис, океански яспис, брекчиран яспис, ивичест яспис и т.н. Известният като хелиотроп (или „кървав камък“) - популярен декоративен материал - също е разновидност на ясписа.

## Разпространение
Най-големите находища на яспис са в Азия, в Централна Европа и Северна Африка. 
В България най-много ясписи се откриват в Източните Родопи – Кърджалийско, Момчилград и др.

## Приложение
Още от Древността ясписът е високо ценен, като материал за изработка на различни по своето предназначение предмети, като: ками, бижута, амулети. 
На ясписа са приписвани и мощни лечебни свойства. От азиатските средновековни лекари и народни лечители е предписван, като антидот и пенкилер (ценен в този смисъл най-много от будистите), а в представите на християнските добива (или концентрира в себе си) подобни качества (на лекарство срещу всичко), едва след като се постави пред църковен олтар. 
Използван е в керамиката и в въобще - в изкуството. В Китай се е възприемал, като несравним символ на красотата. Ясписът е сред материалите, ползвани често от Фаберже.